# Eqaluit Akia
Eqaluit Akia è un villaggio della Groenlandia di 3 abitanti (gennaio 2005). Si trova a 60°46'N 45°31'O; appartiene al comune di Kujalleq.